# Бакіо
Бакіо (баск. Bakio (офіційна назва), ісп. Baquio) — муніципалітет в Іспанії, у складі автономної спільноти Країна Басків, у провінції Біская. Населення — 2313 осіб (2009).
Муніципалітет розташований на відстані близько 340 км на північ від Мадрида, 20 км на північний схід від Більбао.
На території муніципалітету розташовані такі населені пункти: (дані про населення за 2009 рік)
- Арцальде: 36 осіб
- Елешальде: 351 особа
- Гойтісолоальде: 249 осіб
- Гібелоррацагако-Сан-Пелайо: 755 осіб
- Уркіцаурреальде: 487 осіб
- Субіаурреальде: 435 осіб

## Демографія
Динаміка населення (INE ):

## Галерея зображень

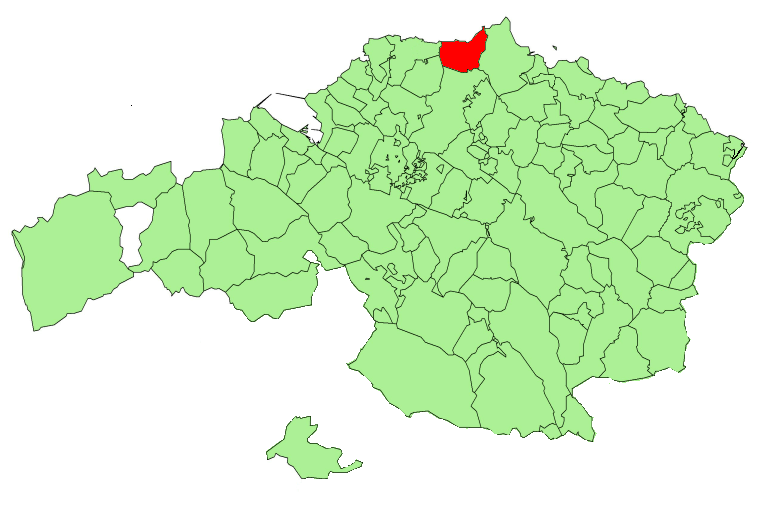
Розташування муніципалітету
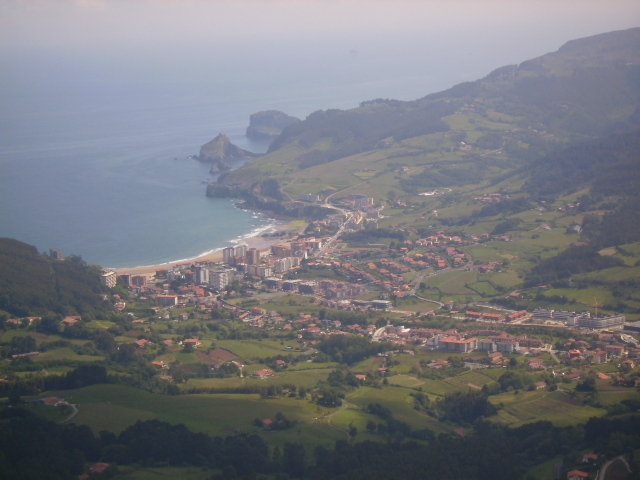
Бакіо
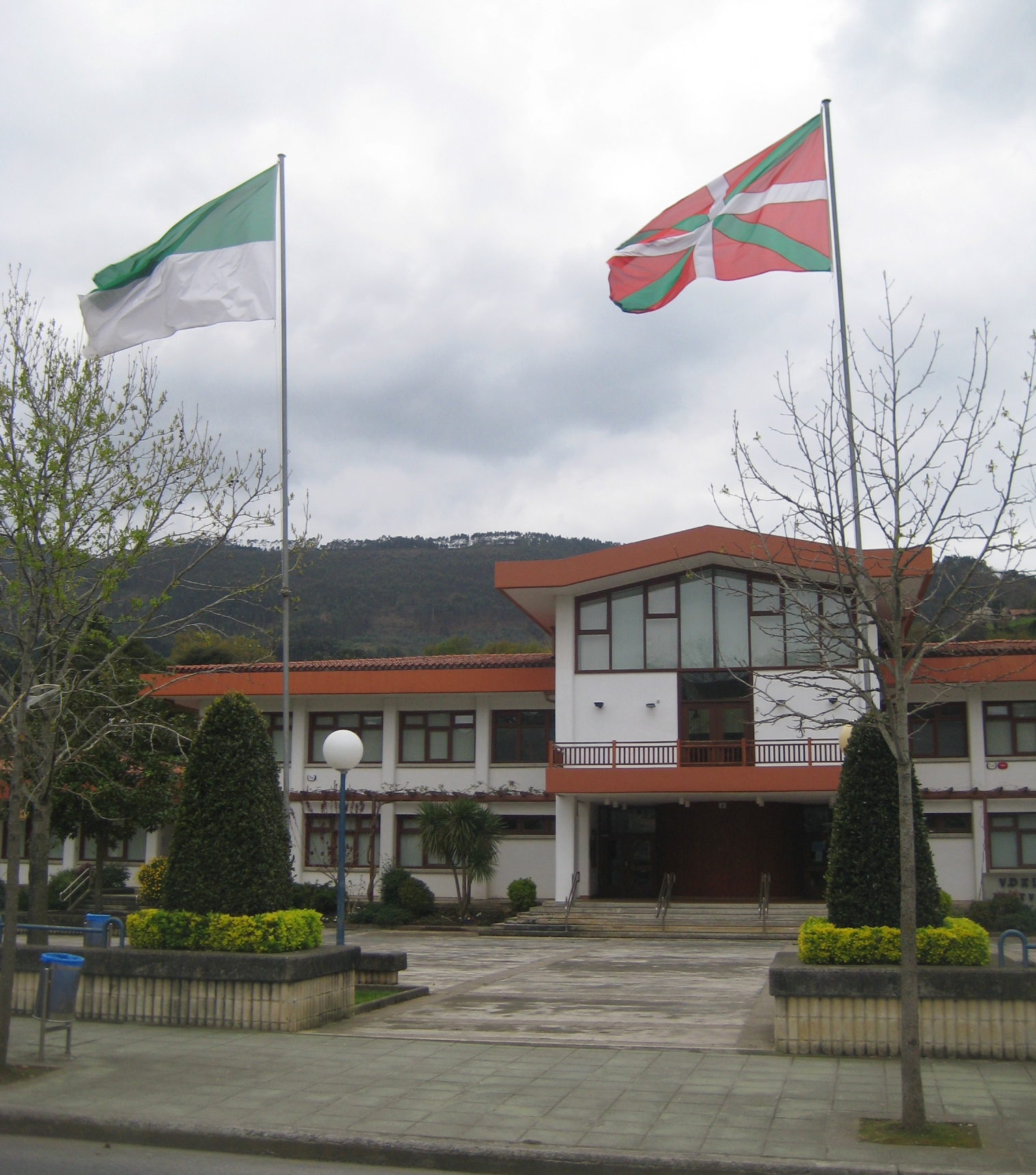
Муніципальна рада